# Matheus Fornazari
Matheus Fornazari Custódio (* 7. Oktober 1995 in Curitiba) ist ein brasilianisch-italienischer Fußballspieler.

## Karriere
Matheus Fornazari erlernte das Fußballspielen in den brasilianischen Jugendmannschaften von Paraná Clube, SE Renovicente, EC Taubaté, Rio Preto EC, SE Platinense und Clube Náutico Marcílio Dias. Bei Náutico unterschrieb er 2014 auch seinen ersten Vertrag. Im Anschluss spielte er für die unterklassigen Vereine Grêmio Barueri B, CE União, AA Francana, Vilhena EC, EC Flamengo, EC Comercial und dem Rio Branco SC. 2017 wurde er vom CE União an den spanischen Verein CD San Adrián aus San Adrián sowie an den brasilianischen Verein ABECAT Ouvidorense ausgeliehen. Im Oktober 2021 ging er nach Angola. Hier unterschrieb er in der Hauptstadt Luanda einen Vertrag Erstligisten GD Interclube. Im August 2022 zog es ihn nach Europa. Hier nahm ihn der portugiesische Verein Louletano DC aus Loulé unter Vertrag. Nach einer Spielzeit wechselte er zu dem ebenfalls in Portugal beheimateten SC Coimbrões. Der Sukhothai FC, ein Erstligist aus Thailand, verpflichtete ihn im Juli 2024. Sein Erstligadebüt für den Verein aus Sukhothai gab er am 10. August 2021 (1. Spieltag) im Heimspiel gegen den BG Pathum United FC. Bei der 1:3-Niederlage wurde er in der 76. Minute gegen seinen Landsman Mateus ausgewechselt. Nach einer Spielzeit, in der er 27 Ligaspiele bestritt und 13 Treffer erzielte, wurde sein Vertrag im Sommer 2025 nicht verlängert. Im Juni 2025 nahm ihn der ebenfalls in der ersten Liga spielenden BG Pathum United FC unter Vertrag.